# Leo Lesquereux
Charles Léo Lesquereux (18 de novembre de 1806 – 25 d'octubre de 1889) va ser un briòleg suís i un pioner de la paleobotànica als Estats Units. Nasqué a Fleurier, un municipi del cantó de Neuchâtel.
Eix d'una família d'hugonots francesos que van fugit cap a Suïssa després de l'edicte de Nantes de 1598. Son pare era un fabricant artesà de molles de rellotges. Degut a malaltia quan tenia vint-i-tres, i un tractament medical poc professional Lesquereux patí una sordesa progressiva i va haver d'abandonar la seva tasca docent.
De jove va fer expedicions botàniques a les Muntanyes del Jura fent recerca en torberes. Va analitzar la torba i el seu origen i es va fer amic de Louis Agassiz (1807-1873). El govern de Prússia va encarregar Lesquereux per a fer estudis sobre les torberes d'Europa.
L'any 1847 Lesquereux seguí Agassiz als Estats Units. Van viatjar cap a la ciutat de Columbus a l'estat d'Ohio, on van fer estudis de briologia amb William Starling Sullivant (1803-1873). Amb Sullivant, publicà dues edicions del tractat anomenat Musci Exsiccati Americani (1856, 1865). Un altre treball important que va publicar sobre les molses va ser Icones Muscorum (1864).
Lesquereux pel seu coneixement de les torberes desenvolupà teories sobre l'origen del carbó i sobre la flora del Paleozoic com la flora del Carbonífer a Pennsilvània, titulada Description of the Coal Flora of the Carboniferous Formation in Pennsylvania and throughout the United States (1879–84).
A la fi de la seva vida a poc a poc va perdre l'acuitat visual fins a esdevenir gairebé cec. Tot i això va continuar les recerques, però la qualitat en va baixar. Lesquereux morí a casa seva el 25 d'octubre de 1889 a Columbus a l'estat d'Ohio.
El gènere de plantes Lesquerella i el gènere d'amebes Lesquereusia l'honoren.